# Diego Kochen
Diego Kochen (Miami, Florida 19 de marzo de 2006) es un futbolista estadounidense-peruano-venezolano que juega de portero en el F. C. Barcelona de la liga de españa.

## Trayectoria
Nacido en Miami, Florida, de madre peruana y padre venezolano, Kochen comenzó su carrera en la academia del Weston FC en Estados Unidos, inicialmente comenzando su carrera como jugador de campo, antes de cambiar a portero a la edad de ocho años para reemplazar a un compañero que se había lesionado.
Habiendo progresado en la La Masia del Barcelona, firmó su primer contrato profesional con el club en marzo de 2022. El 2 de febrero de 2024, el FC Barcelona llegó a un acuerdo con Kochen para renovar su contrato. El acuerdo se firmó el 19 de marzo en su cumpleaños número 18 durando hasta junio de 2028. El club también acordó su inclusión oficial en la plantilla del Barcelona Atlètic para el resto de la temporada 2023-24, donde se le asignó el número 24. Hizo su debut en el Barcelona B el 14 de abril contra Unionistas de Salamanca CF, que terminó en una derrota de 4-1.

## Selección nacional
Kochen ha representado a los Estados Unidos a nivel internacional. Recibiendo su primera convocatoria para la Selección de fútbol de los Estados Unidos mayor para los partidos internacionales de septiembre del 2024.

## Estadísticas

### Clubes
Actualizado al último partido disputado el 15 de marzo de 2025.
| Club                                  | Div.          | Temporada     | Liga          | Liga     | Copas nacionales | Copas nacionales | Copas internacionales | Copas internacionales | Total | Total    |
| Club                                  | Div.          | Temporada     | Part.         | Goles(1) | Part.            | Goles(1)         | Part.                 | Goles(1)              | Part. | Goles(1) |
| ------------------------------------- | ------------- | ------------- | ------------- | -------- | ---------------- | ---------------- | --------------------- | --------------------- | ----- | -------- |
| F. C. Barcelona Atlètic · España      | 1.ª F         | 2022-23       | -             | -        | ―                | ―                | ―                     | ―                     | -     | -        |
| F. C. Barcelona Atlètic · España      | 1.ª F         | 2023-24       | 1             | 4        | ―                | ―                | ―                     | ―                     | 1     | 4        |
| F. C. Barcelona Atlètic · España      | 1.ª F         | 2024-25       | 16            | 26       | ―                | ―                | ―                     | ―                     | 16    | 26       |
| F. C. Barcelona Atlètic · España      | 1.ª F         | Total club    | Total club    | 17       | 30               | 0                | 0                     | 0                     | 17    | 30       |
| F. C. Barcelona Atlètic · España      | Total carrera | Total carrera | Total carrera | 17       | 30               | 0                | 0                     | 0                     | 17    | 30       |
| (1) Hace referencia a goles encajados |               |               |               |          |                  |                  |                       |                       |       |          |